# Paul Müller (Politiker, 1895)
Paul Müller (* 19. Mai 1895 in Henau; † 6. Juni 1966 in St. Gallen, heimatberechtigt in Henau) war ein Schweizer Politiker (KVP/CVP).

## Biografie
Paul Müller kam am 19. Mai 1895 in Henau als Sohn des Landwirts, Handstickers und Gemeinderats Jacob Anton Müller und der Barbara geborene Wirth zur Welt. Er schloss eine Banklehre ab. In der Folge war er von 1916 bis 1942 als Gemeindebeamter, davon ab 1925 als Gemeindekassier, in Henau sowie als Landwirt tätig. Zusätzlich absolvierte er eine Weiterbildung zum sankt-gallischen Rechtsagenten.
Paul Müller heiratete in erster Ehe 1921 Maria Anna, die Tochter des Wirts Johann Anton Geisser, in zweiter Ehe 1959 Mathilde, die Schwester des freisinnigen Alfred Schaller. Er verstarb am 6. Juni 1966 knapp nach Vollendung seines 71. Lebensjahres in St. Gallen.

## Politischer Werdegang
Die politische Karriere Paul Müllers, des Mitglieds der Konservativ-christlichsozialen Partei, begann mit im Jahr 1921 mit seiner Wahl in den St. Galler Kantonsrat, in den er bis 1942 einsass. Daneben fungierte er von 1933 bis 1942 als nebenamtlicher Kantonsrichter. Im unmittelbaren Anschluss gehörte er als erster seiner Partei bis 1964 dem Regierungsrat des Kantons St. Gallen, dem er zwischen 1946 und 1947 sowie 1953 und 1954 auch als Landammann vorstand.
Als Leiter des Departements des Innern zeichnete Paul Müller unter anderem für ein fortschrittliches Fürsorgegesetz verantwortlich, das den Übergang vom Heimatort- zum Wohnortprinzip brachte.